# Bunyip
En bunyip er en australsk kryptid, som især er påstået set omkring Lake George og Lake Bathurst, et notorisk område indenfor kryptozoologien. Omkring disse søer ses nemlig også andre kryptider, bl.a. yowie og Queensland Tiger.
Bunyip har eksisteret i aborigianernes mytologier altid, men ses stadig den dag i dag, med mellemrum.
De beskrives som meget store vandlevende dyr, har et heste-lignende hoved og kroppen er dækket af hår. Da dyrene lever i vand, er deres kroppe sjældent set, men de der er, beskrives som bæltedyrs-agtige.
Bunyip æder efter sigende mennesker, og bruges af de indfødte australier til at skræmme børnene, så de ikke går til vandet alene.